# 黒田英邦
黒田 英邦（くろだ ひでくに、1976年（昭和51年）1月10日 - ）は、日本の実業家。コクヨ株式会社代表取締役社長・最高経営責任者。
曽祖父はコクヨ創業者の黒田善太郎。祖父は黒田暲之助。父は黒田章裕。弟は黒田卓也。

## 人物・経歴
兵庫県芦屋市出身。甲南中学校・高等学校を経て1998年甲南大学経営学部卒業。2000年ルイス&クラークカレッジ経済学部卒業。
2001年コクヨ入社。2005年コクヨオフィスシステム取締役。2007年コクヨオフィスシステム取締役兼常務執行役員。2009年コクヨ取締役、コクヨファニチャー代表取締役社長。2011年コクヨ常務執行役員。2014年コクヨ取締役専務執行役員。2015年からコクヨ代表取締役社長（最高経営責任者）を務め、海外事業の展開を進めた。

## テレビ番組
- 日経スペシャル カンブリア宮殿 失敗を恐れない！ 老舗文具メーカー あくなき挑戦（2023年8月31日、テレビ東京）- コクヨ社長として出演[5]。